# Babila (ort)
Babila är en ort i Guinea.   Den ligger i prefekturen Kouroussa och regionen Kankan Region, i den centrala delen av landet, 500 km öster om huvudstaden Conakry. Babila ligger 379 meter över havet och antalet invånare är 16 290.
Terrängen runt Babila är platt. Runt Babila är det glesbefolkat, med 12 invånare per kvadratkilometer. Närmaste större samhälle är Balato, 14,7 km nordost om Babila. Omgivningarna runt Babila är huvudsakligen savann.